# Madame Freudenreich Curiosités
Madame Freudenreich Curiosités is een darkride in het Duitse attractiepark Europa-Park in het themagebied Frankrijk. De darkride staat in het teken van dinosauriërs die in het geheim verblijven in de winkel van madame Freudenreich.

## Opzet

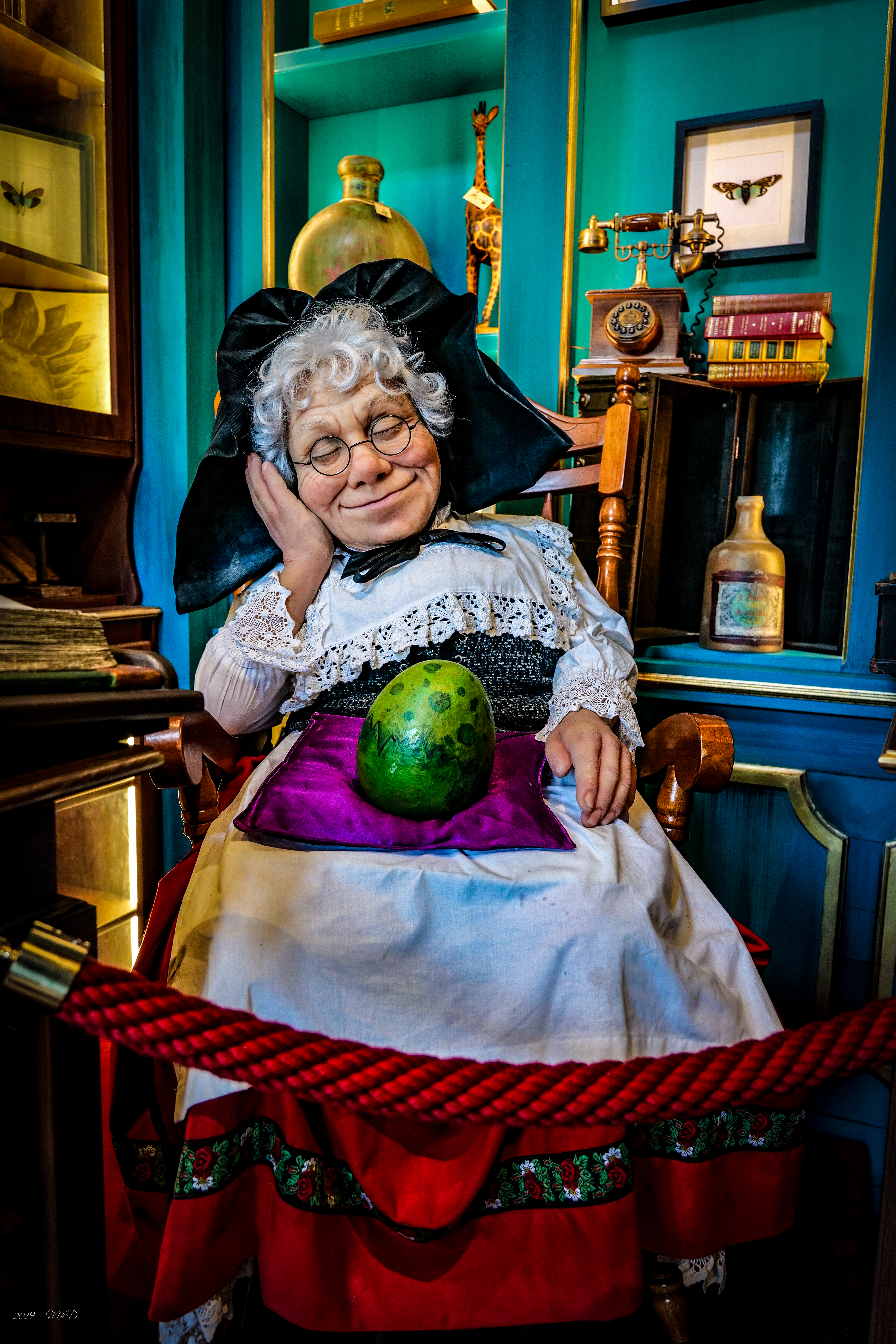
Animatronic in de wachtrij.

Naast de ingang van CanCan bevindt zich het Elzasser souvenir- en curiositeitenwinkeltje van Madame Freudenreich. Via haar voormalige woonkelder betreedt de bezoeker de dichtbegroeide dinosaurusfokkerij met de bijbehorende dieren. Tijdens een rit in een gondel passeert de bezoeker diverse grappige scènes waar de dinosauriers deel van uitmaken. Waar ze gevoederd worden met de cake van Madame Freudenreich en haar helpen in het huishouden.

## Geschiedenis

### Universum der Energie (1994-2017)
De darkride opende in 1994 onder de naam Universum der Energie en was geïnspireerd op Ellen's Energy Adventure in het Disney-park Epcot. In 2017 sloot de darkride.

### Madame Freudenreich Curiosités (2018-heden)
In 2017 werd de darkride gesloten om tijdens een tien maanden durende renovatie van thema te veranderen. Het transportsysteem en de animatronics van de dinosauriërs bleven grotendeels ongewijzigd, maar de verhaallijn veranderde en de decoratie werd aangepast. De gerenoveerde attractie heropende als Madame Freudenreich Curiosités op 17 augustus 2018.
In 2024 kondigde Studio 100 dat zij op basis van de attractie een televisieserie, Dino Mates, gingen maken.

## Technisch
Het omnimoversysteem van de darkride telt 67 gondels. Per gondel is plaats voor maximaal vier personen. Een rit in Universum der Energie duurde 5:30 minuten, na de vernieuwing van de attractie in 2017-2018 werd dit 5:50 minuten. De capaciteit ligt rond de 1500 personen per uur. Een aantal animatronics zijn gefabriceerd door Sally Dark Rides. Het transportsysteem is afkomstig van MACK Rides.
Lijst van attracties in Europa-Park